# Американо-сейшельские отношения
Американо-сейшельские отношения — двусторонние дипломатические отношения между США и Сейшельскими Островами. Государства являются членами Организации Объединённых Наций, Международного валютного фонда (МВФ) и Всемирного банка (ВБ).

## История
В 1963 году США обозначили официальное присутствие на Сейшельских Островах, когда на Маэ была построена и введена в эксплуатацию станция слежения ВВС США. Объекты станции слежения ВВС США располагались на земле, арендованной у правительства Сейшельских Островов (за 4,5 миллиона долларов США в год). В состав станции слежения входили пять военнослужащих ВВС США (два офицера и три сержанта), 65 сотрудников Loral Corporation и Johnson Instruments и 150 сотрудников Seychellois. Станция слежения ВВС США официально закрылась 30 сентября 1996 года. Добровольцы Корпуса мира служили на Сейшельских островах с 1974 по 1995 год.
В мае 1976 год было открыто консульство США, которое стало посольством после обретения Сейшельскими Островами независимости в июне 1976 года. Впоследствии посольство было закрыто в августе 1996 года, а 2 сентября 1996 года Соединённые Штаты открыли консульское агентство для оказания услуг жителям Сейшельских островов. Посольство США было вновь открыто в Виктории в июне 2023 года.
В 2010 году в результате утечки дипломатических телеграмм США выяснилось, что американские беспилотные летательные аппараты выполняли миссии над Сомали и Африканским Рогом с базы на Сейшельских Островах. По словам официальных лиц Сейшельских Островов, беспилотные летательные аппараты США также отслеживают пиратов в региональных водах.